# Pasirsalam
Pasirsalam is een bestuurslaag in het regentschap Tasikmalaya van de provincie West-Java, Indonesië. Pasirsalam telt 5585 inwoners (volkstelling 2010).